# Juniper Creek (Shaviovik River)
Der Juniper Creek ist ein etwa 130 km langer rechter Nebenfluss des Shaviovik River im Nordosten des US-Bundesstaats Alaska.

## Verlauf
Der Juniper Creek entspringt im Norden der Brookskette, 12 km südsüdwestlich von Mount Salisbury auf einer Höhe von etwa 1350 m. Er fließt in überwiegend nördlicher Richtung durch das Gebirge. Nach etwa 25 Kilometern umfließt er westlich einen Gebirgskamm, den er schließlich in nördlicher Richtung durchschneidet. Etwa bei Flusskilometer 75 verlässt der Fluss das Bergland und erreicht das Küstentiefland der North Slope. Er bildet nun einen verflochtenen Fluss. Ab Flusskilometer 65 wendet sich der Juniper Creek allmählich nach Nordwesten und später in Richtung Westnordwest. Bei Flusskilometer 24 trifft der Fin Creek, der einzige größere Nebenfluss des Juniper Creek, linksseitig auf diesen. Im Unterlauf fließt der Juniper Creek anfangs nach Nordwesten, später in Richtung Nordnordwest. Er mündet schließlich auf einer Höhe von 137 m in den Shoviovik River, 80 km oberhalb dessen Mündung ins Meer. 

## Einzugsgebiet
Das etwa 923 km² große Einzugsgebiet des Juniper Creek grenzt im Nordosten an das Einzugsgebiet des Kavik River, im Osten und im Südosten an das des Canning River, im Südwesten an das des Echooka River sowie im Westen an das des oberen Shaviovik River.

## Namensgebung
Der Fluss erhielt seinen Namen im Jahr 1947 von G. P. Gryc vom U.S. Geological Survey (USGS). Der Flussname kommt aus dem Englischen und setzt sich aus den Begriffen juniper für „Wacholder“ und creek für „kleinerer Fluss“ zusammen. Entlang dem Flusslauf wurden damals vereinzelt Wacholderbüsche angetroffen. Wacholder ist die einzige immergrüne Vegetation im Norden der Brookskette.